# Sensu (Musikerin)
Sensu, Jasmin Peterhans (* in Baden, Kanton Aargau) ist eine Schweizer Musikerin und Musikproduzentin. Sie ist Siegerin des „SRF Best Talent“ Awards des Monats Oktober 2019 und war 2019 für den Swiss Music Award nominiert.

## Leben
Im Alter von sieben Jahren hat Sensu mit Klavierunterricht begonnen. Nach zehn Jahren in der klassischen Musik begann sie eigene Hip-Hop-Beats zu produzieren. Sie nennt den australischen Musikproduzenten Flume als ihre wichtigste Inspirationsquelle und Mura Musa als ihr Karrierevorbild.
Sie ist in Wettingen aufgewachsen und wohnt in Turgi. Sie hat eine Lehre als Kauffrau absolviert und arbeitet unter der Woche als Marketingfachfrau in einer Firma für Verbindungstechnologie.

## Musik
Ihre Beats bestehen öfters aus komplexen Anordnungen von Samples, selber eingespielten Klavierspuren und elektronischen Sounds. Mit ihrer Musik bricht die Electro-Produzentin  Klischees der elektronischen Clubmusik. In ihren Kreationen ist stets eine Prise Black Music herauszuhören. Nach eigenen Angaben hört sie zu fast jeder Tageszeit Musik und alle möglichen Genres, von Electronic bis Trap – ausser Schlager, Reggaeton und Ländlermusik.
Im Jahr 2017 hat Sensu ihre erste EP „Lose Sight“ veröffentlicht. Am 6. September 2019 hat Sensu ihr Debüt-Album „Embrace“ unter dem Major Plattenlabel Universal Schweiz veröffentlicht. Ebenfalls im Jahr 2019 tourte sie mit Pablo Nouvelle in der Schweiz und kreierte einen Remix für dessen Song „I want for Nothing“. Sie trat am Gurtenfestival und bei «Moon& Stars» Locarno auf.
Zurzeit mixt Sensu alte Tracks neu in einer Remix-Serie, die sie „Remix Lab“ nennt. In den neu interpretierten Tracks mixt Sensu unter anderen Songs von Skepta, Rosalia und anderen Künstlerinnen, die sie inspirieren.

## Auszeichnungen
Sie war am 28. Februar 2020, zusammen mit Monet192 und Naomi Lareine, für den Swiss Music Award in der Kategorie „SRF Best Talent“ nominiert. Zur Nomination schrieb die Jury der Swiss Music Awards: „Die Electro-Produzentin bricht Klischees der elektronischen Klub-Musik auf und hat eine eigene Musikrichtung kreiert“.